# Alcolapia grahami
Alcolapia grahami là một loài cá thuộc họ Cichlidae. Nó được tìm thấy ở Kenya và Tanzania. Môi trường sống tự nhiên của chúng là hồ nước mặn có nước theo mùa.